# Fritjof Capra
Fritjof Capra (* 1. února 1939) je americký fyzik pocházející z Rakouska. Zabývá se výzkumem v oblasti kvantové fyziky a systémové teorie. Je autorem celosvětově oblíbených knih, zejména titulů Tao fyziky a Bod obratu. Je považován za jednoho z ideologů hnutí New Age.

## Biografie
Fritjof Capra se narodil ve Vídni, kde na místní univerzitě získal v roce 1966 titul Ph.D. v oboru teoretické fyziky. Poté se zabýval výzkumem v oblasti kvantové fyziky na pařížské univerzitě (1966–68), kalifornské univerzitě v Santa Cruz (1968–70), londýnské univerzitě (1971–74) a na kalifornské univerzitě v Berkeley (1975-88). Na kalifornské univerzitě v Santa Cruz a v Berkeley působil i jako pedagog. Vyučuje na Schumacher College, mezinárodním centru pro studia ekologie v Anglii.
Mimo výzkumů v oboru fyziky a systémové teorie se Capra po dobu více než třiceti let zabývá filozofickými a sociálními důsledky současného pojetí vědy. Toto téma prezentoval ve všech svých knihách, více než 50 televizních rozhovorech a dokumentárních filmech a ve světovém tisku. Caprovi byl věnován první díl série BBC Beautiful Minds (2002).
Capra spoluzakládal Centrum pro ekogramotnost (Centre for Ecoliteracy) v Berkeley, USA. Toto středisko se zabývá propagací ekologických témat ve školství a nabízí ekosemináře pro firemní management.
Fritjof Capra žije spolu se svou ženou a dcerou v Berkeley (Kalifornie, USA).

## Dílo
Tao fyziky (1975) hledá souvislosti mezi teoriemi „nové fyziky“ a koncepcemi taoismu, buddhismu, zenu a hinduismu. Capra tak vytváří novou holistickou vizi světa, kombinující moderní vědu a starou orientální filozofii.
Práce Bod obratu (1982) je polemikou o vlivu karteziánsko-newtonovského pojetí vědy a světonázoru na všechny současné vědní obory. Capra požaduje syntetizující pohled na svět a novou vizi reality. Na knize se podíleli významní světoví vědci, například Hazel Hendersonová nebo Stanislav Grof. Na základě knihy vznikl i film Mindwalk (1990), režírovaný Caprovým bratrem Berntem, v hlavní roli s Liv Ullmannovou.
Tkáň života (1996) představuje osnovu nové vědecké teorie života, opírající se o kritický rozbor historie přírodních věd, o matematiku komplexity a zejména o teorii disipativních struktur a teorii sebeutváření. Propaguje holistické vidění světa a systémový přístup, chápe svět jako síť vzájemně propojených a na sebe působících vztahů – od buněk a pletiv přes organismy, ekosystémy a sociální systémy až k planetárnímu systému Gaia.
Capra je dále autorem knih Uncommon Wisdom (Neobvyklá moudrost, 1988) a The Hidden Connections (Skrytá spojení, 2002). Spolupodílel se na pracích Green Politics (Zelená politika, 1984), Belonging to the Universe (Součást vesmíru, 1991), EcoManagement (1993) a Steering Business Toward Sustainability (Nasměrování byznysu směrem k udržitelnému rozvoji, 1995)

## Teorie
Ve všech svých dílech se Capra snaží sdělit, že „vše na světě je navzájem skrytě propojeno“.
Z toho vychází jeho požadavek na přechod západní, resp. globální kultury od moderního aristotelsko-karteziánského paradigmatu k paradigmatu postmodernímu, holistickému či integrativnímu. Capra tvrdí, že věda zkoumala předměty svých zájmů na základě mechanistických, snadno kvantifikovatelných modelů, zatímco realita je svou podstatou holistická.
Matematika komplexity, teorie disipativních struktur a teorie sebeutváření nahrazují tradiční analyzující postupy a metody.
Zatímco zastánci mechanistického modelu tvrdí, že veškeré biologické fenomény mohou být vysvětleny pojmy fyziky a chemie, vitalisté postulují existenci nefyzikálního „koordinátora“ řídícího životní procesy, které se svou podstatou vzpírají mechanistickým vysvětlením. Capra ve svých dřívějších dílech propagoval jako vhodné paradigma „novou fyziku“, později ji však nahradil daleko šířeji pojatým koncepčním rámcem, vizí reality, ve které je život v samém středu pozornosti. Za ideální filozofický a duchovní kontext pro toto nové vědecké paradigma od počátku pokládá filozofickou školu „hlubinné ekologie“.

## Vize blízké budoucnosti podle F. Capry
„Na konci tohoto (myšleno dvacátého) století jsme svědky dvou vývojů, kterou budou mít oba obrovský dopad na život v příštím století. Oba tyto vývoje přímo souvisí se sítěmi a oba se také týkají radikálně nových technologií. Jeden z nich, z těchto vývojů, představuje růst globálního kapitalismu a této společnosti sítí. Druhý vývoj souvisí s vytvořením udržitelných společností, které by byly ekogramotné a které by vycházely z návrhů nebo plánů, které by bylo možné nazývat ekoplánem. Globální kapitalismus v současné době využívá elektronických sítí a cílem globální ekonomiky je i nadále maximalizovat bohatství a moc elit v této společnosti sítí – network society. Naopak cílem ekoinženýrů je maximalizovat udržitelnost života. Tyto dva scénáře, z nichž každý vychází z existence složitých sítí a velice moderních technologií, se blíží k bodu, kdy dojde ke kolizi. Společnost sítí – network society – ničí místní komunity a proto je neudržitelná. Je založená na základní hodnotě kapitalismu, tzn. dělání peněz jen pro peníze a jaksi odstraňuje z této rovnice všechny ostatní ceny. Přesto si ale myslím, že lidské hodnoty se mohou změnit. Nejedná se o přírodní zákony. Stejné elektronické sítě, které umožňují finanční a informační toky mohou mít přece i jiné hodnoty. A tyto jiné hodnoty mohou tvořit tyto sítě. Problémem a úkolem pro nás, pro 21. století, je právě změnit tento hodnotový systém a přenést ho do společnosti sítí pro potřeby lidské spravedlnosti a ekologické udržitelnosti.“
(Z vystoupení F.Capry na konferenci Forum 2000 v Praze)